# Ubiquitin-Protein-Ligase Parkin
Parkin ist ein Enzym in Säugetieren, das defekte Proteine in dopaminergen Neuronen mittels Anhängen eines Ubiquitin-Rests markiert, so dass diese abtransportiert und abgebaut werden. Es gehört zu den Ubiquitin-Protein-Ligasen. Ein Defekt in diesem Enzym, hervorgerufen durch Mutationen im PARK2-Gen, ist für erbliche Parkinson-Krankheit verantwortlich: Die nicht abgebauten Proteine sammeln sich in den Nervenzellen und zerstören sie letztendlich. In vielen Fällen ist der Ausbruch der Krankheit asymptomatisch und hängt von weiteren Faktoren ab.
Parkin lagert sich, um korrekt zu funktionieren, mit weiteren Proteinen (UBE2L3, UBE2L6) zu einem Multienzymkomplex zusammen. Es ist außerdem Teil eines weiteren Proteinkomplexes und interagiert mit mehreren Einzelproteinen. Parkin ist im Zytosol lokalisiert, kann aber von defekten Mitochondrien rekrutiert werden.